# André Marty (Journalist)
André Marty (* 16. September 1965 in Visp) ist ein Schweizer Journalist und Pressesprecher.

## Werdegang und Journalismus
André Marty wuchs in Gampel und Sursee auf. Nach der Mittelschule besuchte er die Journalistenschule St. Gallen. Er arbeitete zunächst für den Walliser Boten, das Luzerner Tagblatt und die Luzerner Neusten Nachrichten, dann als Redaktor und stellvertretender Nachrichtenchef für die SonntagsZeitung. 1996 holte ihn Jana Caniga in die Redaktion der Nachrichtensendung 10vor10 des Schweizer Fernsehens. 1999 wurde er Italien-Korrespondent des Schweizer Fernsehens. Nach vier Jahren in Rom wechselte er 2004 in den Nahen Osten und berichtete bis 2010 aus Tel Aviv. Von November 2010 bis Februar 2012 war er Redaktor und Moderator bei der Tagesschau. Nebenberuflich betrieb er von 2008 bis 2011 den Blog andré marty berichtet, der für den Grimme Online Award Information 2010 nominiert wurde.
André Marty ist verheiratet und hat eine Tochter.

## Kommunikationschef der Bundesanwaltschaft
2012 wechselte er vom Schweizer Fernsehen als Kommunikationsbeauftragter zur Direktion für Entwicklung und Zusammenarbeit (Deza). 2015 wurde er Informationschef bei der Bundesanwaltschaft, wo er direkt Bundesanwalt Michael Lauber unterstellt war, bis dieser im Zuge der FIFA-Affäre im August 2020 zurücktrat. Im April 2021 wurde bekannt, dass gegen Marty ein Strafverfahren läuft und er die Bundesanwaltschaft verlassen wird, um am 1. September Kommunikationschef für Personenverkehr bei den SBB zu werden.

## FIFA-Affäre, Einstellung Strafverfahren
Die Bundesanwaltschaft untersuche Straftatbestände, in welchen der Fussballverband FIFA als Partei involviert war. Als bekannt wurde, dass Bundesanwalt Lauber, sich zwei Mal heimlich mit Fifa-Präsident Gianni Infantino getroffen hatte, was die Unabhängigkeit der Untersuchung in Frage stellte, begann der FIFA-Skandal. An den Treffen hatte auch Marty teilgenommen, und aufgrund seiner SMS-Nachricht, wurde ruchbar, dass es noch ein drittes Treffen gegeben habe, dass die Bundesanwaltschaft verschwiegen hatte. Lauber behauptete, er könnte sich nicht an das nicht protokollierte Treffen erinnern. Auch Infantino machte geltend, sich nicht erinnern zu können. Genauso wie der Walliser Oberstaatsanwalt Rinaldo Arnold, der das Treffen eingefädelt hatte. Auch Marty, der vierte Teilnehmer des Treffens, wollte sich nicht erinnern können. Gegen Lauber lief seit längerem eine Untersuchung wegen möglicher Gesetzesverstösse, derweil im April 2021 bekannt wurde, dass auch gegen Marty im Zusammenhang mit der FIFA-Affäre ein Strafverfahren eröffnet wurde. Untersuchungen entlasteten Marty und die anderen Beschuldigten, das Strafverfahren wurde 2023 eingestellt.

## Auszeichnungen
- Reporter des Jahres 2006 des Branchenmagazins Schweizer Journalist
- Katholischer Medienpreis 2009 der Schweizer Bischofskonferenz